# Виринген
Виринген (нидерл. Wieringen) — бывшая община в Северной Голландии.
Территория Вирингена занимает территорию бывшего острова с одноимённым названием и осушенных земель.
Население общины составляло 8668 человек (2008), проживавших на территории 26,77 км² (с водной поверхностью площадь составляет 212,5 км²).
На юге Виринген граничил с общиной Вирингермер, на западе — с общиной Анна-Полона. На северо-востоке Вирингена построена дамба Афслёйтдейк, связывающая город с общиной Вонсерадел (Фрисландия). Через залив Ваддензе на северо-запад расположен остров Тексел.
В 2012 году община вошла в состав новой общины Холландс-Крон.